# Stylocellus sumatranus
Espèce
Stylocellus sumatranus est une espèce d'opilions cyphophthalmes de la famille des Stylocellidae.

## Distribution
Cette espèce est endémique de Sumatra en Indonésie.

## Étymologie
Son nom d'espèce lui a été donné en référence au lieu de sa découverte, Sumatra.

## Publication originale
- Westwood, 1874 : Thesaurus Entomologicus Oxoniensis; or, illustrations of new, rare, and interesting insects, for the most part contained in the collections presented to the University of Oxford by the Rev. F.W. Hope M.A. D.C.L. F.R.S. &c. with forty plates from drawings by the author. Clarendon Press, Oxford, p. 1-205  (texte intégral).